# موتو
موتو فیلمی به کارگردانی محمدعلی نظریان و نویسندگی محمود حسنی و ساختهٔ سال ۱۳۷۰ است. موسیقی متن این فیلم ساخته بابک بیات است.

## خلاصه فیلم
موتو باوجود اینکه در خانه پسری منزوی و محجوب است، در بیرون از خانه نوجوانی پرشور و شر و کاپیتان تیم فوتبال محل است. روزی هنگام بازی، یک نفر دوچرخه بچه‌ها را پنچر می کند و موتو که از مدتی پیش با دوست و پسرعمویش، حسن، اختلاف پیدا کرده، او را متهم به این کار می‌کند. مدتی پس از آن، آشتی می‌کنند اما دوران آشتی آنها کوتاه است، زیرا جنگ شروع شده و حسن (دوست و پسرعموی موتو) در اثر بمباران مجروح می‌شود. موتو تلاش سختی را برای زنده ماندن او شروع می‌کند، اما حسن شهید می‌شود و موتو در حسرت دوران کوتاه دوستی می‌ماند.